# Carl Eichhorn (Ruderer)
Carl Eichhorn (* 16. Juni 1886 in Weiden in der Oberpfalz; † nach 1911) war ein deutscher Ruderer.

## Biografie
Carl Eichhorn nahm bei den Olympischen Sommerspielen 1912 in Stockholm mit seinem Verein dem Berliner RC Sport-Borussia in der Achter-Regatta teil. Jedoch konnte das Boot nicht den Finallauf erreichen.